# Sjusjøen
Sjusjøen – norweski ośrodek narciarski w gminie Ringsaker, w okręgu Hedmark. Leży około 20 km na wschód od Lillehammer. Sjusjøen składa się dwóch aren biegów narciarskich, mogących organizować zawody na najwyższym międzynarodowym poziomie: Sjusjøen Langrennsarena i Sjusjøen-Natrudstilen Langrennsarena. Sjusjøen-Natrudstilen jest etapem przygotowawczym dla elity biegaczy narciarskich tuż przed sezonem. Trasy w Sjusjøen łączą się z trasami w Nordseter, Øyer, Hafjell, Lillehammer, Åstadalen, Renie i Hamar. Łącznie daje to ponad 2500 km tras biegowych. 
Znajdują się tu także trasy do narciarstwa alpejskiego i snowboardingu. Ośrodek oferuje także lekcje narciarstwa alpejskiego, snowboardingu oraz narciarstwa telemarkowego.